# José Heredia Jiménez
José Heredia Jiménez (Madrid, 1º novembre 1951) è un allenatore di calcio ed ex calciatore spagnolo, di ruolo difensore.

## Carriera

### Giocatore
Cresce nelle giovanili del Real Madrid. Nella stagione 1970-1971 gioca con il Real Valladolid in Tercera División. Nel 1971-1972 si fermò per il servizio militare. Nel 1972-1973 è in prestito alla squadra filiale del Real Madrid Castilla.
Nel 1973-1974 viene prestato in massima serie, al Club Deportivo Castellón. Debutta in Primera División il 16 settembre 1973 contro il Granada, entrando in campo al posto di Pascual Babiloni al 59'. Collezionerà altre 27 presenze, allenato da Lucien Muller. A fine anno il Castellón retrocede e Heredia fa ritorno al Real Madrid.
Nella stagione 1974-1975 fa parte della prima squadra, che si aggiudica il campionato e la Coppa del Generalísimo. Viene schierato solo tre volte dall'allenatore Miljan Miljanić, contro Real Betis, Málaga	 e Sporting Gijón, entrando sempre negli ultimi minuti di gioco.
Inizia la stagione successiva con i blancos ma non scende mai in campo, così nel mercato invernale viene venduto al Real Saragozza. Debutta in Primera División con gli aragonesi il 14 dicembre 1975, contro l'Elche. Allenato da Carriega, colleziona 19 partite in questa metà di stagione e la squadra arriva al 14º posto.
Nella seconda stagione al Real Saragozza, la squadra retrocede in Segunda División. Ritorna in massima serie dopo un anno, vincendo il campionato cadetto.
Nel 1979 Heredia lascia il Real Saragozza per trasferirsi al Málaga Club de Fútbol, con cui esordisce in Primera División il 23 settembre, giocando da titolare contro il Siviglia. Gioca trenta partite, allenato da Sebastián Viberti. A fine anno il Málaga retrocede in Segunda División. Nella stagione successiva, gioca 17 partite nella serie cadetta, allenato da Abdallah Ben Barek. Segna anche un gol contro il Barakaldo. A fine anno la squadra arriva al sesto posto e Heredia si trasferisce al Granada in Segunda División B.
Nel 1983 passa al Córdoba, sempre in Segunda B. Gioca con i biancoverdi per un anno, per poi chiudere la carriera nella stagione 1984-1985 con la maglia del Vinaròs Club de Fútbol, in Tercera División.

### Allenatore
Dopo il ritiro fu vice-allenatore, segretario e osservatore per il Castellón
Da allenatore, ebbe brevi parentesi sulla panchina del Castellón. Nel 1991 lo allenò nella prima giornata della Primera División, contro il Siviglia, perdendo per 3-0.
Nel 1996 allenò nuovamente i valenciani per una partita, contro il FC Andorra, in Segunda B.
Nella stagione 2000-2001, subentrò a Santiago Palau Tomás, in Segunda B, al Club Deportivo Burriana. A fine anno, dopo 22 partite, la squadra retrocesse e Heredia lasciò il club.

## Palmarès

### Giocatore
- Campionato spagnolo: 1

Real Madrid: 1974-1975
- Coppa di Spagna: 1

Real Madrid: 1974-1975
- Segunda División spagnola: 1

Real Saragozza: 1977-1978